# Гейдельбергский партийный съезд КПГ
Гейдельбергский партийный съезд КПГ, также известный как Второй партийный съезд, — партийный съезд Коммунистической партии Германии (КПГ), состоявшийся 20–23 октября 1919 г.
Поскольку в то время партия действовала нелегально, делегатам приходилось чаще менять места проведения. Помимо Гейдельберга — места, в честь которого был назван партийный съезд, — конференция проходила также в Мангейме, на Вахенбурге и на Дильсберге.
Съезд партии ознаменовался спором между штабом вокруг Пауля Леви и левым синдикалистским крылом. В то время как штаб выступал за участие в профсоюзах ADGB и участие в выборах в Рейхстаг, ультралевые вокруг Отто Рюле заняли позицию, согласно которой партия должна создать свои собственные профсоюзы и бойкотировать выборы. Часть этой фракции была исключена после партийного съезда. Наконец, в 1920 году леворадикальное крыло основало Коммунистическую рабочую партию Германии (КРПГ).